# Timimoun
Timimoun es una ciudad y un oasis del Sahara en Argelia, situado en la provincia de Timimoun. Es la capital de la región de Gurara.
La ciudad de Timimoun, construida en la parte superior de los oasis del mismo nombre, es famosa por el color de sus edificios con ocre rojo. Es una de las tres ciudades construidas en el estilo neo-sudanés.

## Geografía
Timimoun, apodada "la extravagante", está ubicada al oeste de la meseta de Tademait. Domina la Sebkha que es el antiguo emplazamiento de lo que fue a veces un río, a veces un área de lago. Esta cuenca ha pasado por muchas fases y los sedimentos ricos en combustibles fósiles e hidrocarburos. Timimoun está rodeada por un conjunto de oasis que bordean el Gran Erg Occidental. Estos oasis se agrupan en subregiones: Tinerkouk, Swami, Tagouzi, Aougrout y Deldoul.
El paisaje es el mismo que el otro oasis Gourara: un pueblo con vistas a la palma de la mano y abre la cuenca sedimentaria de Sebkha, con una magnífica vista sobre la parte sur del Gran Erg Occidental.
Hay muchos nombres de estos oasis que se originaron hace siglos, los barcos viajaron a la sebkha, como lo demuestran los escritos de la antigua y la tradición oral y de algunos pueblos en sus orillas tienen nombres de puerto de la extinta ahora.

## Patrimonio
El hotel Gourara construido al borde de la ciudad, por encima del oasis es un notable edificio diseñado por el arquitecto francés Fernand Pouillon.
Construido en "herradura". niveles en tonos ofrecen hermosas terrazas que cubren las salas, es un buen ejemplo de adaptación de un edificio en un entorno protegido.
Es en Timimoun los restos de un hermoso Ksar, hay muchos otros en el vecindario. Aunque es inservible, el rojo Oasis (construido en 1912) aún mantiene rasgos de su antigua belleza.

## Alfombras de Timimoun

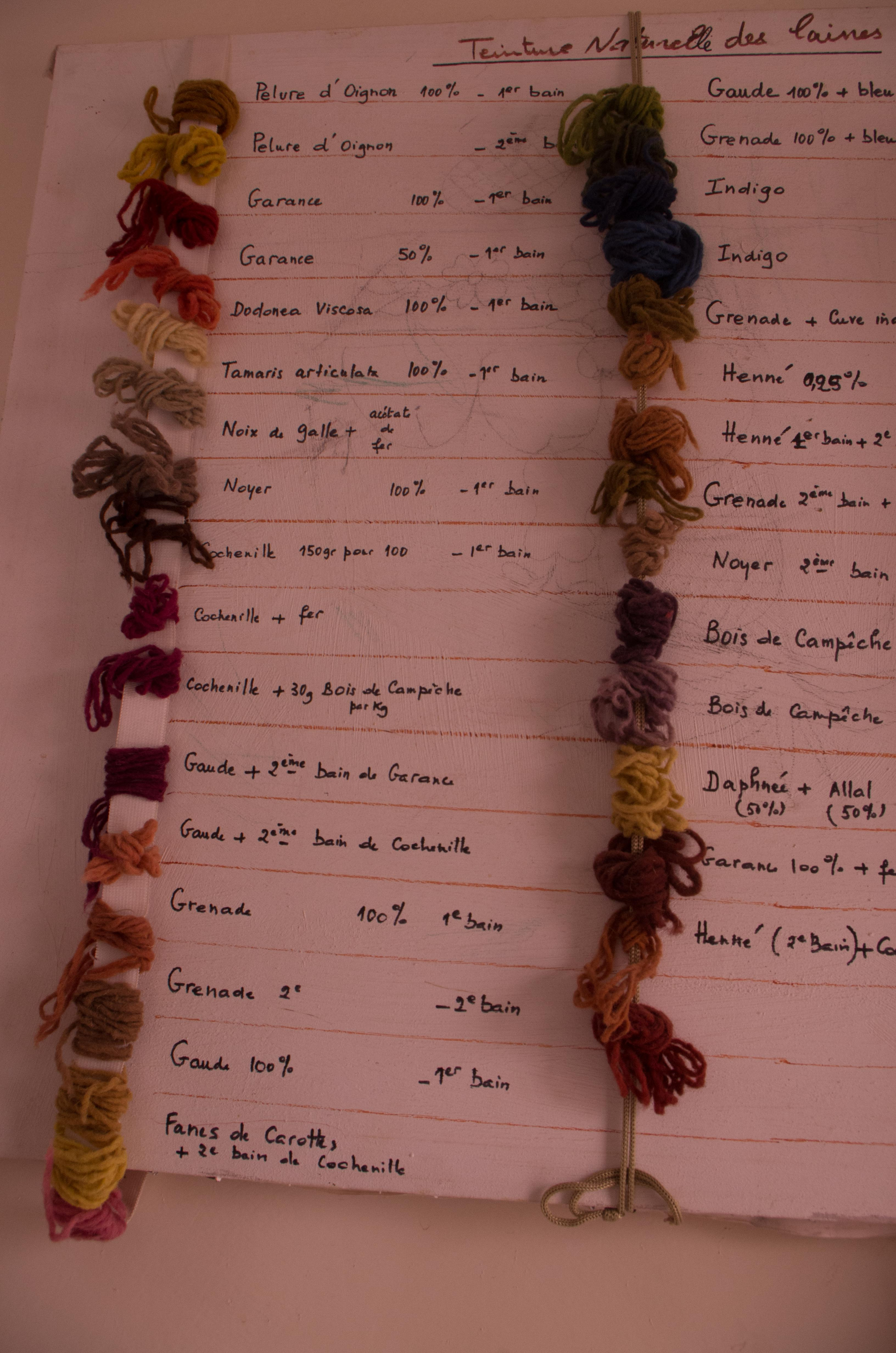
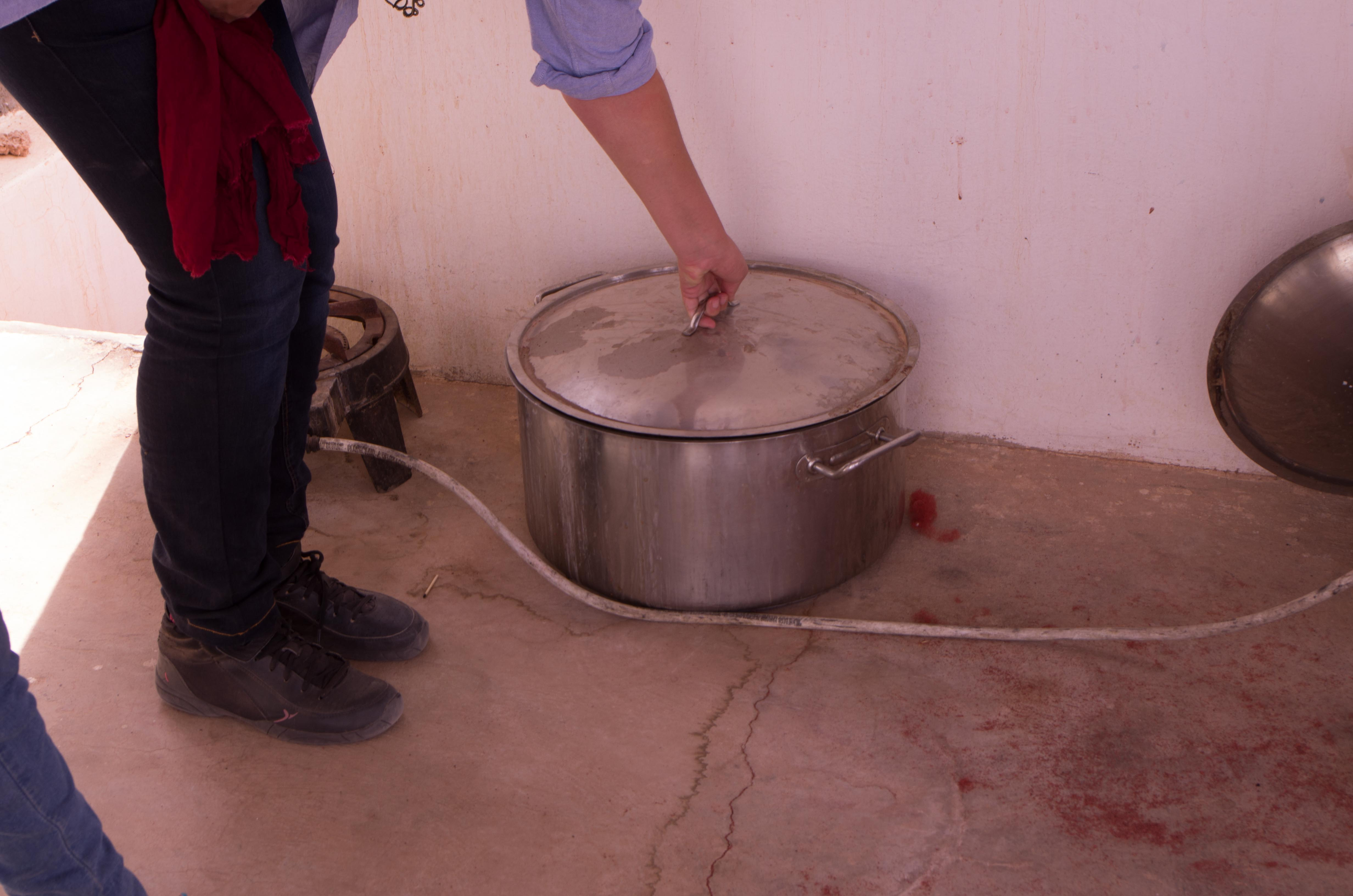
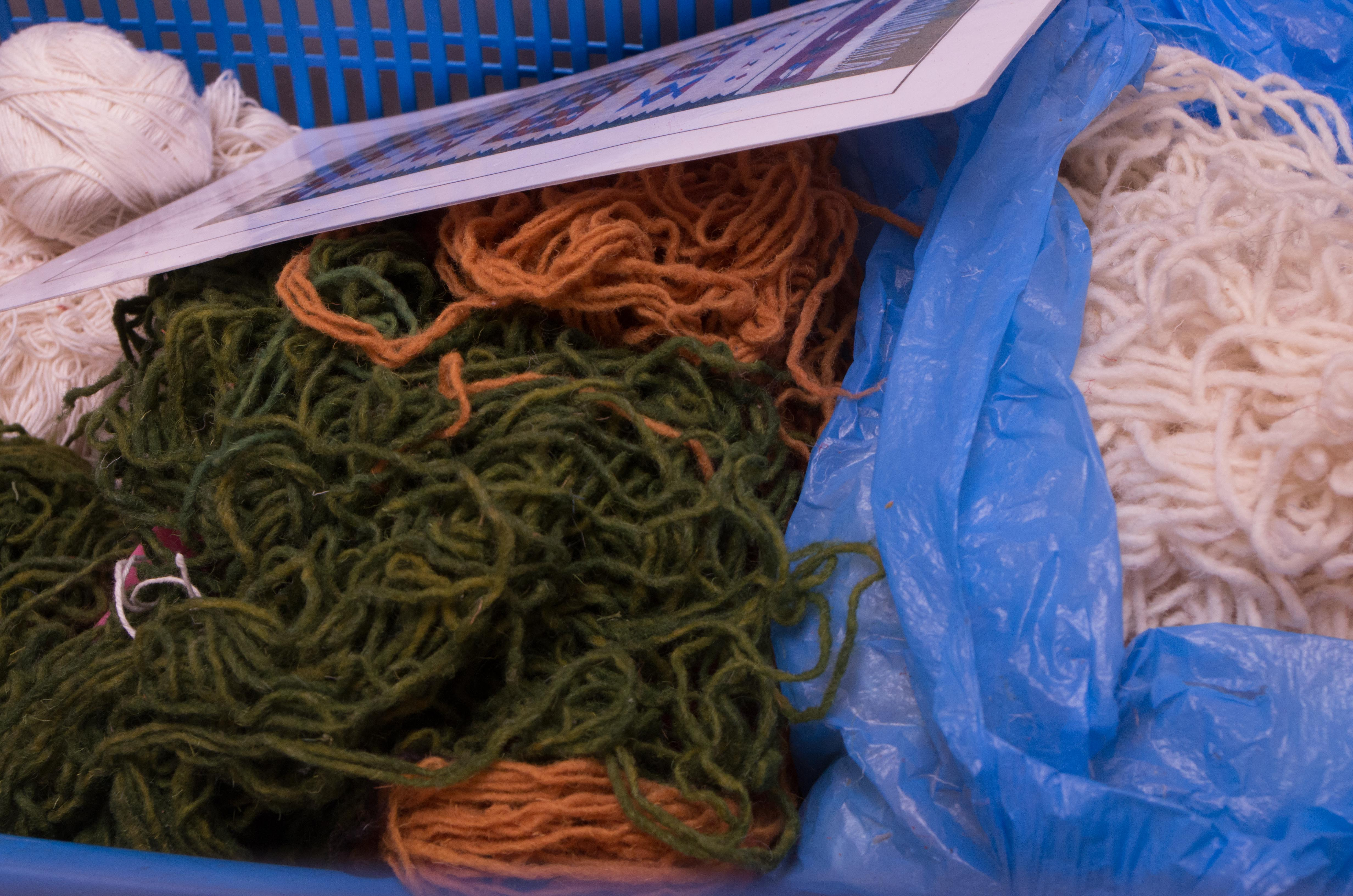
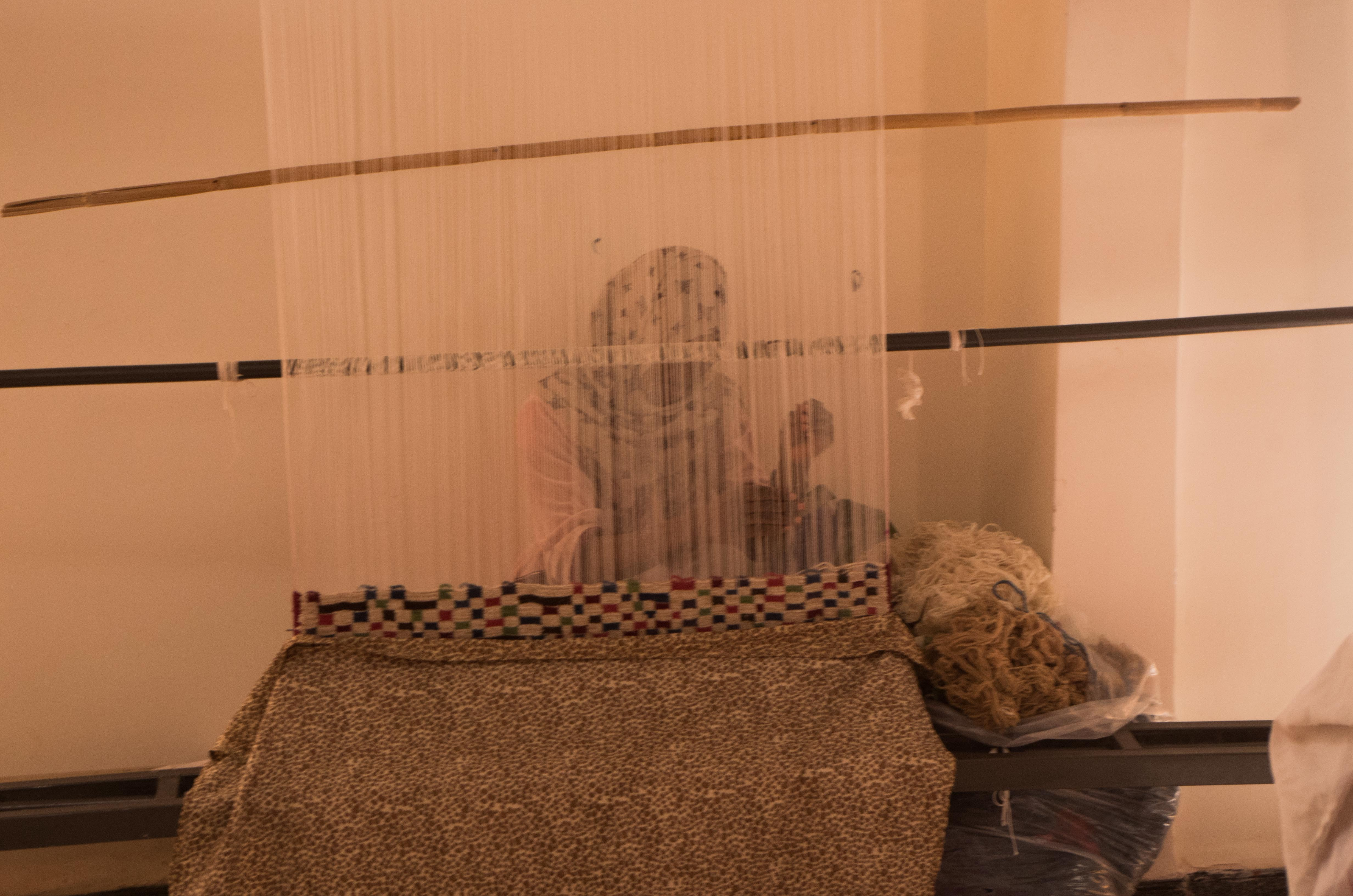
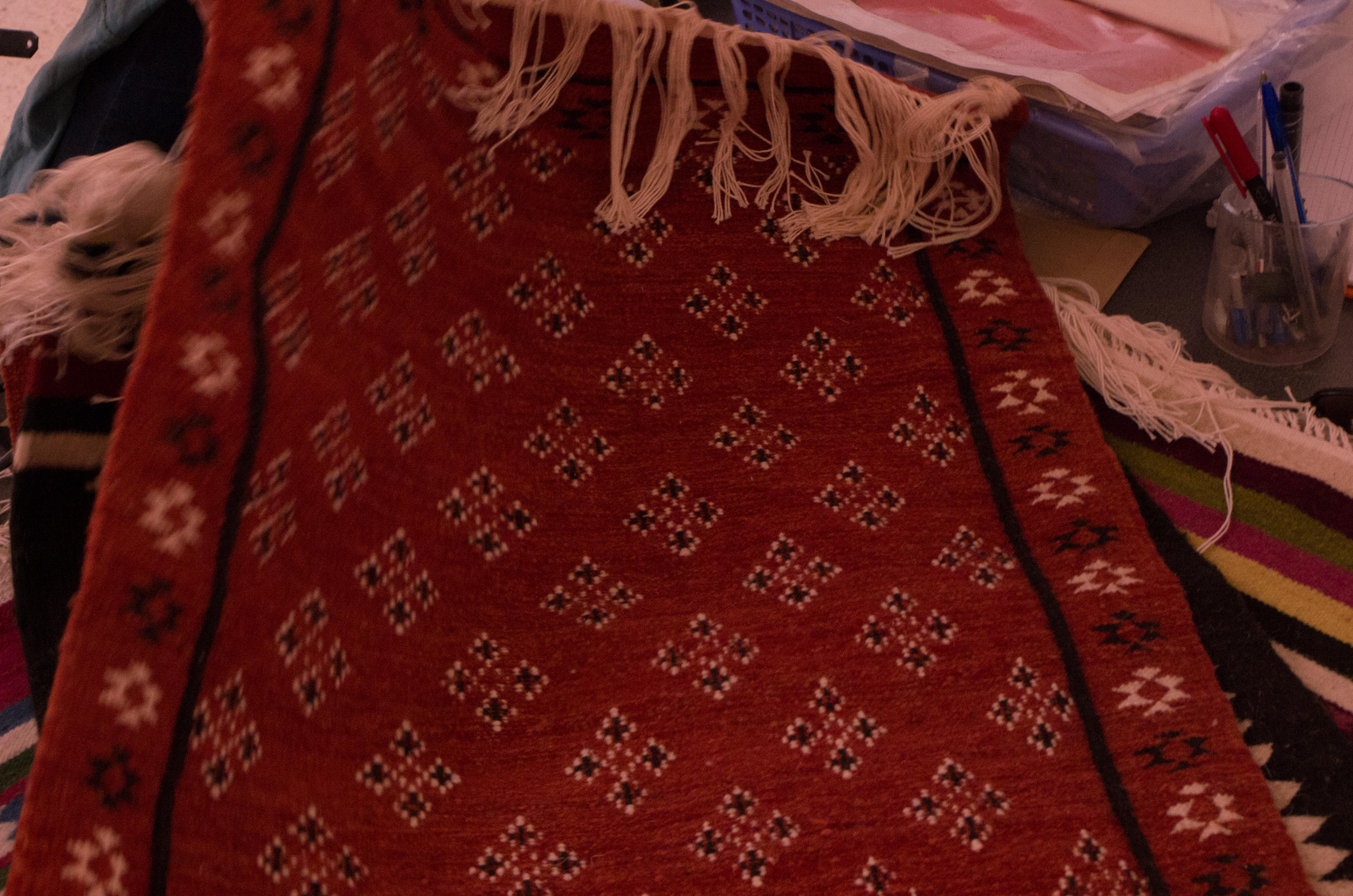